# Britânia Sport Club
O Britânia Sport Club foi um clube de futebol de Curitiba, Paraná. Conhecido como Tigre, as cores da sua camisa eram o vermelho e o branco (alvirrubro).

## História
O clube originou-se da fusão de dois times: o "Tigre Futebol Clube" e o "Leão Futebol Clube". Estes times eram formados por jovens moradores da região conhecida como "Quarteirão do Tigre" ou "Zona do Tigre" (esta região, na época, era fora dos limites da cidade, entre as ruas Rua Rateclif - atual Desembargador Westphalen - Marechal Floriano Peixoto e Rua Visconde de Guarapuava). Após uma partida amistosa, houve uma confraternização das equipes no terreno da casa comercial "Solheid & Cia", que ficava na Rua Rateclif. Nesta festa, Carlos Thá propôs a fusão dos times e assim foi fundado o Britânia Sport Club. Este dia foi 19 de novembro de 1914. O nome foi uma homenagem ao berço do futebol, a Inglaterra, e o apelido, uma clara alusão ao local de nascimento do clube.
Nos primeiros anos de vida, seus jogos eram realizados num terreno próximo à estação ferroviária da cidade (este terreno, na atualidade, é onde está localizada a Universidade Tecnológica Federal do Paraná).
Nas décadas de 1910 e 1920, foi considerado o melhor time do estado, sendo campeão paranaense nos anos de 1918, 1919, 1920, 1921, 1922, 1923 e 1928. Foi o primeiro hexacampeão do estado e de forma invicta nos anos de 1921, 1922 e 1923. O campeonato de 1922 foi um dos mais disputados da época, pois foi o ano comemorativo do centenário da independência do Brasil. Em seus setes campeonatos, o artilheiro do certame foi um jogador do Leão.
Em 1971 foi extinto, após a sua fusão com o Clube Atlético Ferroviário, um dos principais clubes da capital, e o Palestra Itália Futebol Clube, para a criação do Colorado Esporte Clube. O Colorado, por sua vez, se amalgamou com o Esporte Clube Pinheiros em 1989 para dar origem ao Paraná Clube.

## Sede
Sua sede foi construída na Praça Eufrásio Correia, num terreno de frente para a estação ferroviária. Nas décadas de 1920 e 1930, seus bailes eram os mais procurados na cidade.

## Estádios
O Britânia utilizou-se de vários estádios para mandar os seus jogos, como o Parque Graciosa (primeiro estádio do Coritiba), e durante a sua existência, possuiu dois estádios. O primeiro foi o Estádio Major Paula Soares Neto (também conhecido como  estádio da Fazendinha), inaugurado em 15 de agosto de 1943, no bairro Portão, e demolido no final da década de 1940.
Em seguida, a prefeitura de Curitiba cedeu um terreno para o novo estádio. Este terreno é onde esta instalado a Praça do Japão. Com a demora na construção, a prefeitura fez uma permuta do local, oferecendo outro terreno na localidade apelidada de "Estratégia", ao lado da estrada Curitiba-São José dos Pinhais (atualmente, Avenida Comendador Franco - ou Avenida das Torres, com a BR-116 - atual Linha Verde).
Seu segundo estádio foi o Estádio Paula Soares (homenageava a mesma pessoa), localizado na Avenida Comendador Franco, no bairro Guabirotuba, inaugurado em 6 de junho de 1965. Em 1998 o estádio foi vendido e demolido para a construção de um hipermercado da rede Sonae Atacadista (Big Hipermercados).

## Títulos
| ESTADUAIS         | ESTADUAIS                                | ESTADUAIS | ESTADUAIS                                   |
| Competição        | Competição                               | Títulos   | Temporadas                                  |
| ----------------- | ---------------------------------------- | --------- | ------------------------------------------- |
|                   | Campeonato Paranaense                    | 7         | 1918, 1919 , 1920, 1921, 1922 , 1923 e 1928 |
|                   | Campeonato Paranaense - Terceira Divisão | 1         | 1915                                        |
|                   | Torneio Início do Paraná                 | 7         | 1919, 1923, 1926, 1928, 1933, 1959 e 1961   |
| MUNICIPAIS        |                                          |           |                                             |
| Competição        | Competição                               | Títulos   | Temporadas                                  |
|                   | Campeonato de Curitiba                   | 2         | 1923 e 1928                                 |
| Torneio Relâmpago | 1                                        | 1949      |                                             |

 Campeão invicto

### Participações e campanhas de destaque
| Competição | Competição            | Temporadas | Melhor campanha      | Estreia | Última |
| Paraná     | Campeonato Paranaense | 39         | Campeão (sete vezes) | 1916    | 1968   |

| Britânia Sport Club   | Britânia Sport Club                          | Britânia Sport Club | Britânia Sport Club | Britânia Sport Club                          |
| Torneio               | Campeão                                      | Vice-campeão        | Terceiro colocado   | Quarto colocado                              |
| --------------------- | -------------------------------------------- | ------------------- | ------------------- | -------------------------------------------- |
| Campeonato Paranaense | 7 (1918, 1919, 1920, 1921, 1922, 1923, 1928) | 1 (1916)            | 2 (1927, 1942)      | 7 (1917, 1924, 1925, 1926, 1944, 1947, 1954) |